# Pasak
Pasak – rzeka w środkowej Tajlandii o długości 400 km. Rzeka wypływa w górach Phetczabun, a uchodzi do rzeki Menam. 